# Ferocactus robustus
Ferocactus robustus ist eine Pflanzenart aus der Gattung Ferocactus in der Familie der Kakteengewächse (Cactaceae). Das Artepitheton robustus stammt aus dem Lateinischen, bedeutet ‚kräftig‘, ‚derb‘ oder ‚fest‘ und verweist auf das allgemeine Erscheinungsbild der Art.

## Beschreibung
Ferocactus robustus wächst mit zahlreichen Trieben und bildet große Polster mit Höhen von bis zu 1 Meter und einem Durchmesser von bis zu 5 Meter aus. Die kugel- bis keulenförmigen, tiefgrünen Einzeltriebe weisen Durchmesser von 8 bis 16 Zentimeter auf. Es sind acht scharfkantige, gehöckerte Rippen vorhanden. Die darauf befindlichen Areolen stehen weit voneinander entfernt. Die daraus entspringenden Dornen sind ockerfarben, rötlich oder etwas purpurfarben. Die vier bis sieben, abstehenden, geraden Mitteldornen sind kräftig und bis zu 6 Zentimeter lang. Die 10 bis 14 Randdornen sind ausstrahlend. Die oberen sind wie die Mitteldornen gestaltet, die unteren sind borstenartig.
Die trichterförmigen, gelben Blüten erreichen eine Länge von 3 bis  4 Zentimeter und weisen einen ebensolchen Durchmesser auf. Die 2 bis 3 Zentimeter langen gelben, kugelförmigen Früchte sind fleischig.

## Verbreitung, Systematik und Gefährdung
Ferocactus robustus ist in den mexikanischen Bundesstaaten Puebla und Veracruz verbreitet.
Die Erstbeschreibung als Echinocactus robustus erfolgte 1837 durch Ludwig Georg Karl Pfeiffer. Nathaniel Lord Britton und Joseph Nelson Rose stellten die Art 1922 in die Gattung Ferocactus.
In der Roten Liste gefährdeter Arten der IUCN wird die Art als „Vulnerable (VU)“, d. h. als gefährdet geführt.

## Nachweise